# ゼラス・ウィーラー
- ゼローズ・ウィーラー[1]

ゼラス・ラマー・ウィーラー（Zelous Lamar Wheeler, 1987年1月16日 - ）は、アメリカ合衆国アラバマ州タラデガ郡チルダーズバーグ出身の元プロ野球選手（内野手、外野手）・コーチ。右投右打。現在は読売ジャイアンツの巡回打撃コーチを務める。

## 経歴

### プロ入りとブルワーズ傘下時代

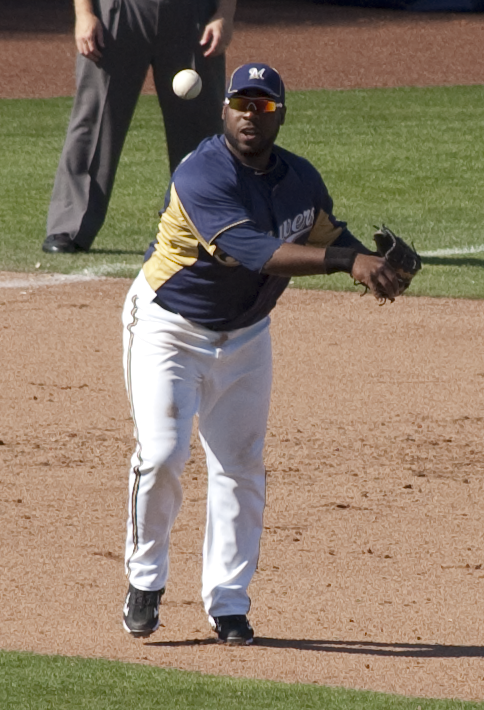
2011年

2007年のMLBドラフト19巡目（全体581位）でミルウォーキー・ブルワーズから指名され契約。契約後、傘下のパイオニアリーグのルーキー級ヘレナ・ブルワーズでプロデビュー。59試合に出場して打率.300、3本塁打、23打点、2盗塁を記録した。
2008年はA級ウェストバージニア・パワーでプレーし、137試合に出場して打率.258、13本塁打、87打点、13盗塁を記録した。
2009年はA+級ブレバード・カウンティ・マナティーズでプレーし、125試合に出場して打率.268、7本塁打、64打点、13盗塁を記録した。
2010年はAA級ハンツビル・スターズでプレーし、135試合に出場して打率.275、11本塁打、65打点、8盗塁を記録した。
2011年はAA級ハンツビルとAAA級ナッシュビル・サウンズでプレー。AA級ハンツビルでは65試合に出場して打率.272、8本塁打、32打点、7盗塁を記録した。オフの11月18日に40人枠入りを果たした。
2012年3月19日にAAA級ナッシュビルへ異動した。

### オリオールズ傘下時代
2012年3月29日にウェイバー公示を経てボルチモア・オリオールズへ移籍し、同日に傘下のAAA級ノーフォーク・タイズへ異動した。5月11日にDFAとなり、5月14日にマイナー契約でAAA級ボウイ・ベイソックスへ配属された。この年はAA級ボウイとAAA級ノーフォークでプレー。AA級ボウイでは97試合に出場して打率.275、13本塁打、44打点、5盗塁を記録した。
2013年もAA級ボウイとAAA級ノーフォークでプレー。AAA級ノーフォークでは90試合に出場して打率.268、10本塁打、45打点、2盗塁を記録した。オフにFAとなった。

### ヤンキース時代
2013年11月16日にニューヨーク・ヤンキースとマイナー契約を結んだ。
2014年はスプリングトレーニングに招待選手として参加。オープン戦では24試合に出場し、打率.297、3打点だった。4月3日に傘下のAAA級スクラントン・ウィルクスバリ・レイルライダースへ異動した。開幕後はAAA級スクラントン・ウィルクスバリで66試合に出場。打率.299、7本塁打、31打点、1盗塁と結果を残し、7月3日にヤンキースとメジャー契約を結んだ。同日のミネソタ・ツインズ戦でメジャーデビュー。「8番・三塁手」として先発起用され、5回表の2打席目にはフィル・ヒューズからメジャー初安打となる本塁打を放った。この日は4打数2安打1打点だった。16試合に出場したが、8月1日にAAA級スクラントン・ウィルクスバリへ降格。8月21日に再昇格した。この年メジャーでは29試合に出場して打率.193、2本塁打、5打点を記録した。

### 楽天時代
2014年11月20日にヤンキースがウィーラーの保有権を東北楽天ゴールデンイーグルスに譲渡したことを発表した。12月5日には楽天球団との間で1年契約を結ぶことで合意した。背番号は40。

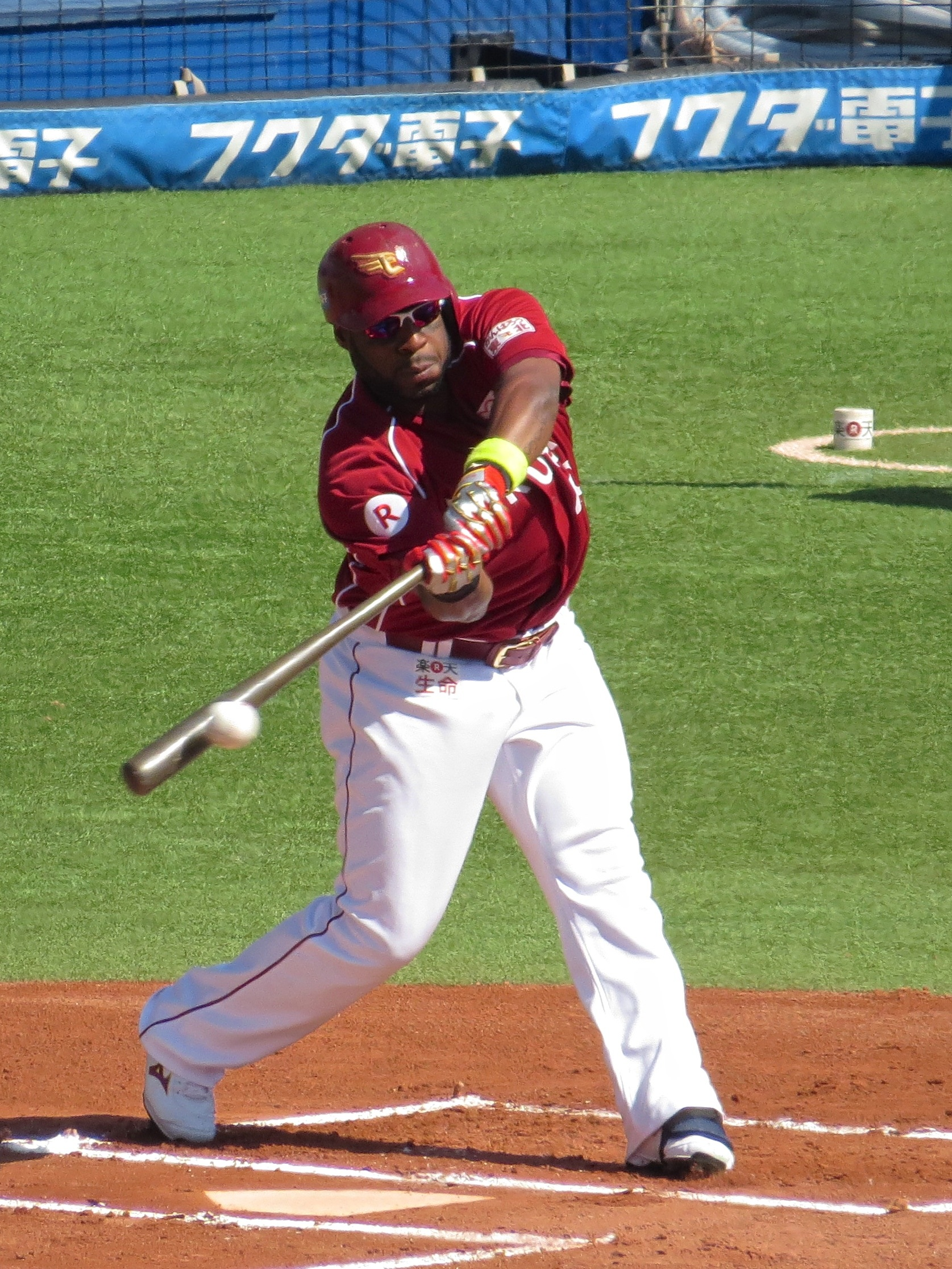
QVCマリンフィールドにて（2015年）

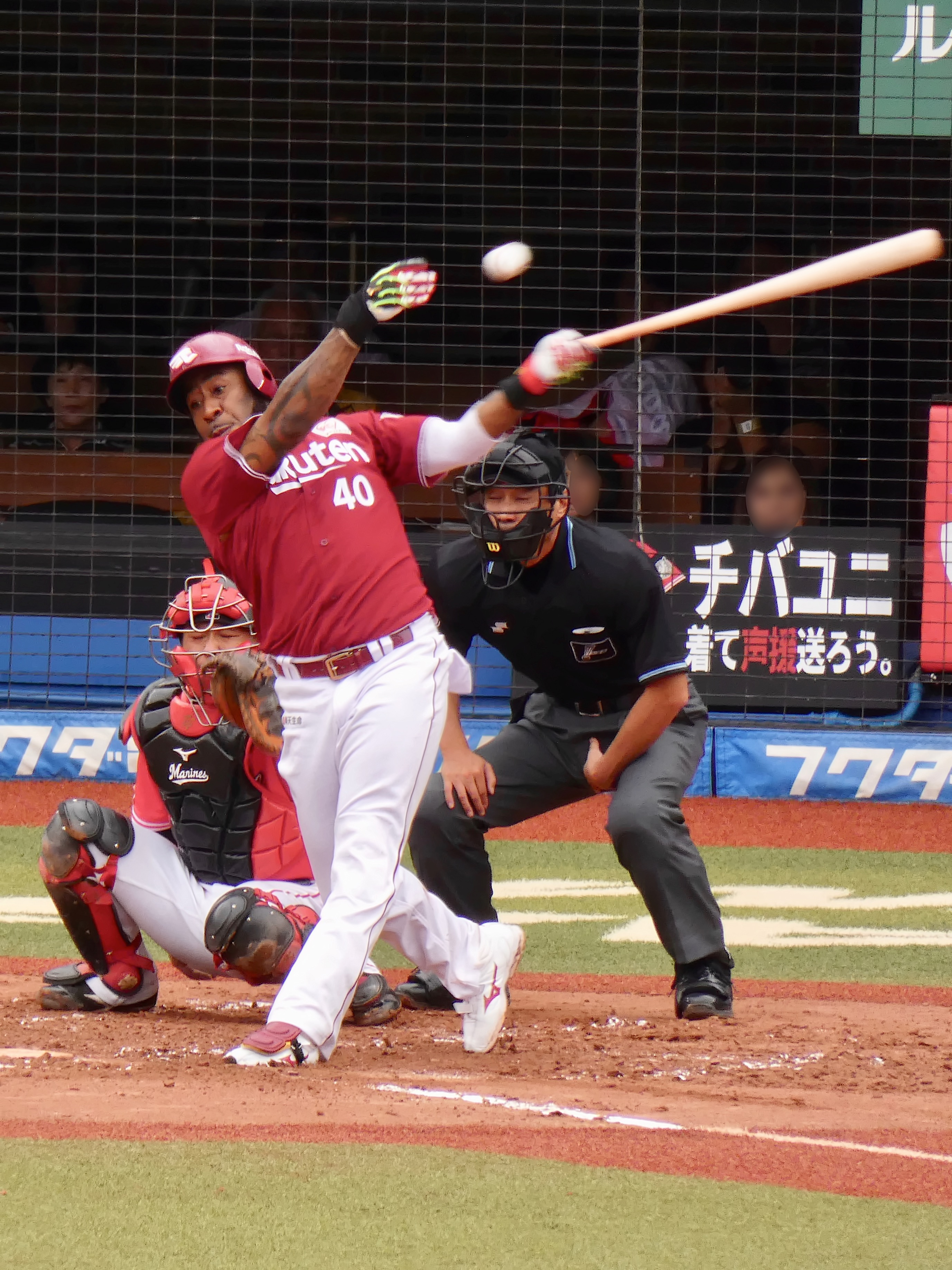
QVCマリンフィールドにて（2018年）

2015年は、3月27日に行われた北海道日本ハムファイターズとの開幕戦（札幌ドーム）に「2番・左翼手」として先発出場。第4打席で放ったソロ本塁打で、NPB公式戦初安打・初本塁打・初打点を記録した。前半戦では、4月から3か月連続で月間打率が1割台に低迷するほど打撃が振るわず、一軍と二軍を2度往復。7月末には、アメリカ在住の妻の出産に立ち会うため、一時的に帰国した。8月上旬から一軍に復帰すると、8月14日の対日本ハム戦（楽天Koboスタジアム宮城）では、6回裏に二塁への盗塁成功で一軍公式戦での初盗塁を記録した。8月20日の対埼玉西武ライオンズ戦（西武プリンスドーム）から一軍公式戦のほぼ全ての試合で4番打者に起用されると、9月以降の28試合で8本塁打を放った。最終的に、一軍公式戦全体では、91試合の出場でチーム最多の50打点を記録。本塁打数も、ウィリー・モー・ペーニャ（17本）に次ぐチーム2位の14本に達した。その一方で、イースタン・リーグ公式戦では、31試合の出場でチーム3位の7本塁打を放った。前半戦の不振から一時は契約の更新を危ぶまれたが、後半戦の活躍やムードメーカーとしての役割が球団に高く評価されたことから、シーズン終了後の11月27日には翌2016年の選手契約を締結したことが発表された。
2016年は、3月25日に行われた福岡ソフトバンクホークスとの開幕戦から、シーズン最終盤の10月6日まで一軍に定着。セ・パ交流戦では、（セントラル・リーグ球団の選手を含めた）出場全選手中2位の7本塁打を放った。最終的に、一軍公式戦全体では、140試合に出場。126試合で4番打者、50試合で指名打者、48試合で三塁手、47試合で外野手に起用され、27本塁打（パシフィック・リーグ3位）と88打点（チーム1位）を記録した。
2017年は、ウィーラーと同年齢のチームメイトであるカルロス・ペゲーロおよびジャフェット・アマダーとの同時起用による攻撃型打線の下で、「3番・三塁手」としてレギュラーシーズンをスタート。4月までは打率.191、1本塁打と絶不調に陥ったが、5月から急速に調子を上げると、不振のアマダーに代わって4番打者に定着。7月まで3割近い打率を維持した。8月15日の対西武戦（メットライフドーム）でシーズン26号本塁打を放ってからは、26試合連続無本塁打に陥るなど、チームと共に急失速した。最終的に、一軍公式戦で全143試合中142試合に出場。チーム単独1位の31本塁打、新人外野手の田中和基と並んでチーム1位の7盗塁、過去2年を上回る打率.271を記録した。さらに、チームのレギュラーシーズン3位で迎えたクライマックスシリーズ（CS）では、西武とのファーストステージ（メットライフドーム）と、ソフトバンクとのファイナルステージ（福岡ヤフオク!ドーム）で本塁打を放った。チームは日本シリーズへの進出を逃したが、ウィーラーはシリーズ終了後の11月27日に、推定年俸2億円という条件で、アマダー、ペゲーロなどと揃ってチームに残留することが発表された。2年契約となり、3年目の契約については球団に選択権がある。
2018年は、外国人選手で初めてチームの副キャプテンを務めた。一軍公式戦では、ペゲーロ、アマダーともども開幕から不振で、さらに6月15日の対阪神タイガース戦（楽天生命パーク）では、2回裏に盗塁企図中のヘッドスライディングで左手人差し指を剥離骨折したため、8月上旬まで戦線離脱を余儀なくされた。最終的に、シーズン全体では106試合に出場したが、パ・リーグの規定打席に到達せず打撃成績も15本塁打、58打点、打率.269と軒並み前年を下回った。本塁打数でウィーラーはアマダーの20本・ペゲーロの17本をも下回っていたが、12月3日にはこの年に在籍した外国人野手でただ1人チームに残留することが球団から発表された。
2019年は、3月29日に行われた千葉ロッテマリーンズとの開幕戦（ZOZOマリンスタジアム）で、2回表に右中間へ本塁打を放った。このウィーラーの放った本塁打は、同年から同球場に設置された「ホームランラグーン」へ飛び込んだ公式戦第1号本塁打となり、ロッテのアイス・雪見だいふく1年分が贈られることになった。9月24日、試合に勝利し同時にロッテが敗れればシーズン3位が確定するソフトバンク戦で、0-1で迎えた6回裏に千賀滉大から逆転2点本塁打を放ち大一番でのチームの勝利に大きく貢献。同時にロッテが西武に敗れたためシーズン3位を確定させた。しかし、シーズン全体では、6・7月に月間打率1割台を記録し8月には打撃不振を理由に二軍落ちを経験するなど中々状態が上向かず、結局117試合出場で19本塁打、67打点と前年を上回って規定打席にも到達はしたが一前年までの活躍には至らず、打率は前年をも下回り.243と来日してから最低の数値となった。オフに、ステフェン・ロメロを獲得したことで、外国人枠の問題から他球団への譲渡が画策されていたという。
2020年は、2年目のジャバリ・ブラッシュ、新加入のステフェン・ロメロとの外国人枠争いに敗れ開幕一軍を逃した。

### 巨人時代
2020年6月25日に池田駿とのトレードで読売ジャイアンツに移籍することが発表された。背番号は48。一塁手や左翼手として出場機会を得て、最終的に、98試合に出場し、打率.249、12本塁打、36打点を記録した。ソフトバンクとの日本シリーズでは第1戦で犠牲フライ、第2戦で2点本塁打を放ちこの2試合でチーム全打点を記録。チームが4試合中で挙げた4得点のうち3打点を記録したが打率は2割未満に終わった。12月21日に、推定年俸5000万円で残留することが発表された。
2021年は、巨人は新たな外国人野手としてジャスティン・スモーク、エリック・テームズを補強するも、新型コロナウイルス感染症流行の影響で両名の来日が遅れたことを背景に、1月から来日していたウィーラーが開幕から起用され、4月3日まで打率.452、1本塁打、5打点の好調な打撃成績を記録していた。しかし、同日夜、チーム内に新型コロナウイルス感染症の陽性者が出たことで、翌日にも一軍選手全員に対して再検査を行ったところ、無症状ながらウィーラーにも陽性反応が出たため、急遽登録を抹消された。15日に退院後、二軍での調整を経て24日に一軍に復帰。27日の対東京ヤクルトスワローズ戦はスモークとテームズが一軍に昇格したことにより、好調な成績ながらスタメンから外された。しかし、テームズが試合途中に負傷したため、ウィーラーが交代で途中出場すると、交代後の打席から翌日の試合まで7打席連続安打（うち、長打は1本塁打を含む4本）を記録。その後も好調を維持し、離脱前の3月30日の試合から5月18日まで22試合連続安打記録を記録するなど打率は一時期5割台まで達した。後半戦はやや調子を落としたが、最終的には前年を上回る121試合に出場し、規定打席には16打席不足したものの来日以来最高の打率.289、出塁率.358、OPS.837を記録した。12月28日に、推定年俸100万ドル（1億1000万円）で残留することが発表された。
2022年は、グレゴリー・ポランコ、アダム・ウォーカー両外国人の加入により外野手争いが激化し、両者がレギュラーとして好成績を挙げたため、外国人枠の関係で出場機会が激減。最終成績はいずれも来日後ワーストとなる、30試合の出場で、打率.196、2本塁打、5打点に留まり、野球協約第120条（ウエイバー不請求）により11月8日に自由契約となった。

### 現役引退後
2022年12月20日、この年限りでの現役引退と、2023年から巨人の編成本部長付特別補佐兼打撃コーディネーターに就任することが発表された。今後は、野手への技術アドバイス、外国人選手への技術および日本野球への適応などのアドバイス、球団からの要請によるスカウト業務を担当する。巡回コーチとして指導も行うこととなり、背番号は110となった。
2023年10月16日、巡回打撃コーチに異動となり、背番号は86に変更された。2025年より背番号が110に戻った。同年5月16日に通訳兼任となる異動公示が出され、翌17日には登録上は通訳として一軍ベンチ入りした。

## 選手としての特徴

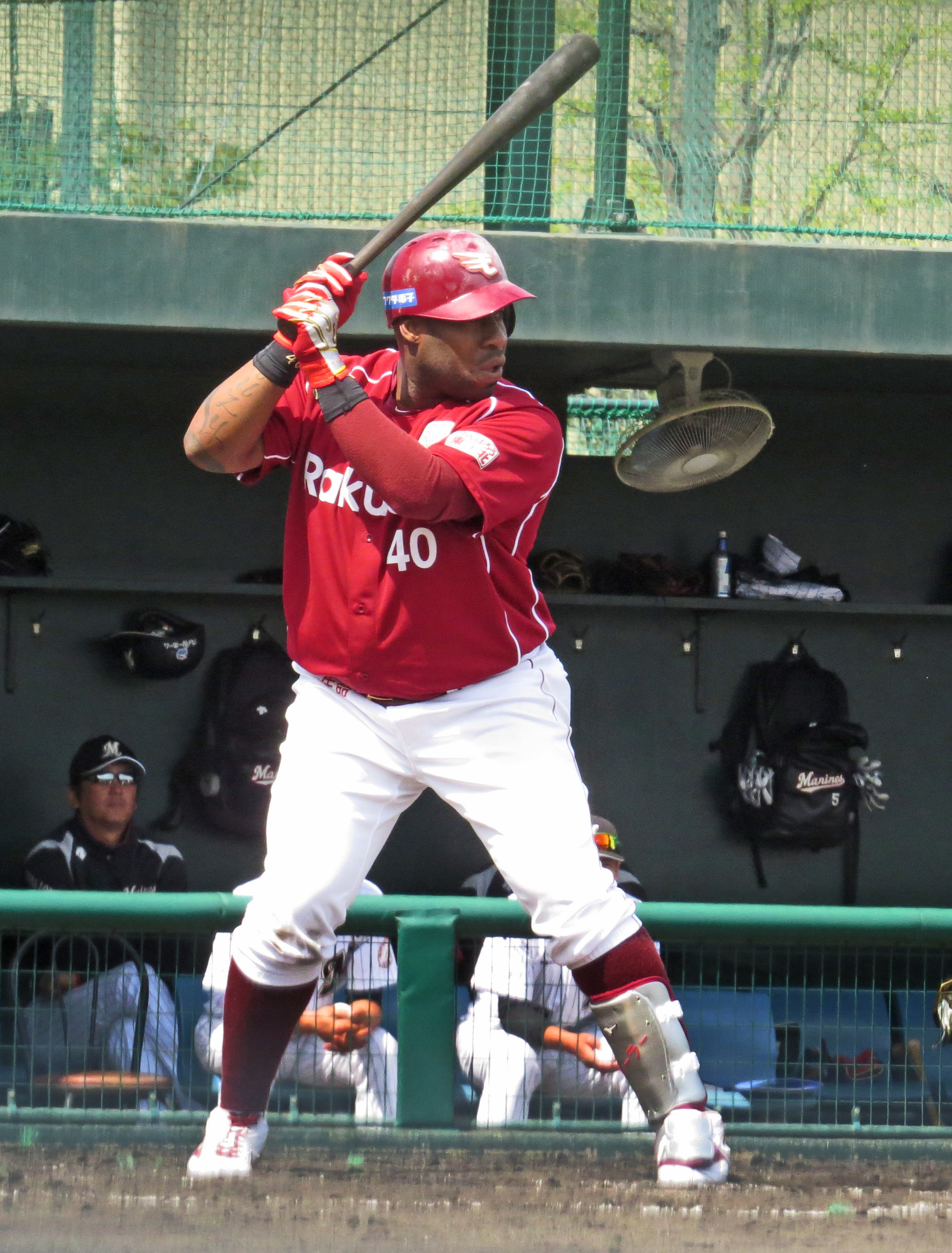
2015年4月18日、ロッテ浦和球場にて

パンチ力と勝負強さを誇る強打者。変化球への対応や右中間方向への打撃を得意としている。メインの守備位置は三塁手だが、アメリカでは一塁手、遊撃手、左翼手、右翼手でプレーした経験があり、楽天1年目では一塁、三塁、外野を守った。また、マイナーリーグ・AAAでは投手として登板したことがある。巨人に移籍後は主に一塁、外野。二塁も守った。

## 人物
アメリカでは数々のニックネームがあったが、その中の1つに映画「トイ・ストーリー」の登場キャラクターにちなんだ「ポテトヘッド」がある。来日してからは、アニメ「ハクション大魔王」似とも言われている。なお、本拠地のベンチにはハクション大魔王のイラストが飾られている。2017年7月にはタツノコプロ協力の元で、「ウィーラー大魔王」のTシャツなどのコラボグッズも製作された。
陽気で明るく、ムードメーカーとしてベンチを盛り上げている。一方、野球に対しては真面目に取り組んでおり、常に全力プレーを見せる。楽天では将来の幹部候補生としても考えられていた。
右投右打だが、ペンは左利きである。
日本での大好物は仙台銘菓である萩の月。楽天時代にチームメイトだった嶋基宏から貰って食べたのがきっかけ。巨人に入団した際もお土産として持参した。

## 詳細情報

### 年度別打撃成績
| 年 度    | 球 団    | 試 合 | 打 席 | 打 数 | 得 点 | 安 打 | 二 塁 打 | 三 塁 打 | 本 塁 打 | 塁 打 | 打 点 | 盗 塁 | 盗 塁 死 | 犠 打 | 犠 飛 | 四 球 | 敬 遠 | 死 球 | 三 振 | 併 殺 打 | 打 率 | 出 塁 率 | 長 打 率 | O P S |
| -------- | -------- | ----- | ----- | ----- | ----- | ----- | -------- | -------- | -------- | ----- | ----- | ----- | -------- | ----- | ----- | ----- | ----- | ----- | ----- | -------- | ----- | -------- | -------- | ----- |
| 2014     | NYY      | 29    | 62    | 57    | 6     | 11    | 0        | 0        | 2        | 17    | 5     | 0     | 0        | 1     | 1     | 2     | 0     | 1     | 12    | 1        | .193  | .230     | .298     | .528  |
| 2015     | 楽天     | 91    | 313   | 274   | 28    | 70    | 12       | 0        | 14       | 124   | 50    | 1     | 0        | 0     | 3     | 30    | 0     | 6     | 63    | 6        | .255  | .339     | .453     | .791  |
| 2016     | 楽天     | 140   | 589   | 517   | 74    | 137   | 25       | 2        | 27       | 247   | 88    | 2     | 1        | 0     | 2     | 58    | 0     | 12    | 123   | 10       | .265  | .351     | .478     | .829  |
| 2017     | 楽天     | 142   | 605   | 542   | 75    | 147   | 27       | 0        | 31       | 267   | 82    | 7     | 3        | 0     | 3     | 50    | 4     | 10    | 98    | 14       | .271  | .342     | .493     | .835  |
| 2018     | 楽天     | 106   | 413   | 368   | 36    | 99    | 15       | 0        | 15       | 159   | 58    | 3     | 1        | 0     | 5     | 33    | 3     | 7     | 91    | 13       | .269  | .337     | .432     | .769  |
| 2019     | 楽天     | 117   | 472   | 411   | 53    | 100   | 15       | 0        | 19       | 172   | 67    | 3     | 5        | 0     | 10    | 43    | 0     | 8     | 96    | 22       | .243  | .320     | .418     | .738  |
| 2020     | 巨人     | 98    | 288   | 263   | 26    | 65    | 9        | 0        | 12       | 110   | 36    | 3     | 3        | 0     | 1     | 22    | 1     | 2     | 47    | 6        | .247  | .309     | .418     | .727  |
| 2021     | 巨人     | 121   | 427   | 384   | 44    | 111   | 28       | 0        | 15       | 184   | 56    | 3     | 1        | 0     | 1     | 34    | 3     | 8     | 78    | 16       | .289  | .358     | .479     | .837  |
| 2022     | 巨人     | 30    | 64    | 56    | 2     | 11    | 2        | 0        | 2        | 19    | 5     | 0     | 1        | 0     | 0     | 8     | 1     | 0     | 7     | 0        | .196  | .297     | .339     | .636  |
| MLB：1年 | MLB：1年 | 29    | 62    | 57    | 6     | 11    | 0        | 0        | 2        | 17    | 5     | 0     | 0        | 1     | 1     | 2     | 0     | 1     | 12    | 1        | .193  | .230     | .298     | .528  |
| NPB：8年 | NPB：8年 | 845   | 3171  | 2815  | 338   | 740   | 133      | 2        | 135      | 1282  | 442   | 22    | 15       | 0     | 25    | 278   | 12    | 53    | 603   | 87       | .263  | .338     | .455     | .793  |

- 各年度の太字はリーグ最高

### 年度別守備成績
内野守備
| 年 度 | 球 団 | 一塁  | 一塁  | 一塁  | 一塁  | 一塁  | 一塁     | 二塁  | 二塁  | 二塁  | 二塁  | 二塁  | 二塁     | 三塁（3B） | 三塁（3B） | 三塁（3B） | 三塁（3B） | 三塁（3B） | 三塁（3B） |
| 年 度 | 球 団 | 試 合 | 刺 殺 | 補 殺 | 失 策 | 併 殺 | 守 備 率 | 試 合 | 刺 殺 | 補 殺 | 失 策 | 併 殺 | 守 備 率 | 試 合      | 刺 殺      | 補 殺      | 失 策      | 併 殺      | 守 備 率   |
| ----- | ----- | ----- | ----- | ----- | ----- | ----- | -------- | ----- | ----- | ----- | ----- | ----- | -------- | ---------- | ---------- | ---------- | ---------- | ---------- | ---------- |
| 2014  | NYY   | -     | -     | -     | -     | -     | -        | -     | -     | -     | -     | -     | -        | 18         | 12         | 19         | 1          | 3          | .969       |
| 2015  | 楽天  | 1     | 15    | 0     | 2     | 1     | .882     | -     | -     | -     | -     | -     | -        | 54         | 24         | 93         | 9          | 3          | .929       |
| 2016  | 楽天  | -     | -     | -     | -     | -     | -        | -     | -     | -     | -     | -     | -        | 48         | 26         | 88         | 7          | 4          | .942       |
| 2017  | 楽天  | -     | -     | -     | -     | -     | -        | -     | -     | -     | -     | -     | -        | 137        | 94         | 230        | 22         | 21         | .936       |
| 2018  | 楽天  | -     | -     | -     | -     | -     | -        | -     | -     | -     | -     | -     | -        | 70         | 46         | 112        | 10         | 9          | .940       |
| 2019  | 楽天  | -     | -     | -     | -     | -     | -        | -     | -     | -     | -     | -     | -        | 81         | 51         | 120        | 10         | 7          | .945       |
| 2020  | 巨人  | 43    | 201   | 8     | 2     | 18    | .991     | 2     | 3     | 0     | 0     | 0     | 1.000    | 1          | 0          | 0          | 0          | 0          | .---       |
| 2021  | 巨人  | 39    | 201   | 20    | 2     | 18    | .991     | -     | -     | -     | -     | -     | -        | -          | -          | -          | -          | -          | -          |
| 2022  | 巨人  | 5     | 18    | 0     | 0     | 1     | 1.000    | -     | -     | -     | -     | -     | -        | -          | -          | -          | -          | -          | -          |
| MLB   | MLB   | -     | -     | -     | -     | -     | -        | -     | -     | -     | -     | -     | -        | 18         | 12         | 19         | 1          | 3          | .969       |
| NPB   | NPB   | 88    | 435   | 28    | 6     | 38    | .987     | 2     | 3     | 0     | 0     | 0     | 1.000    | 391        | 241        | 743        | 58         | 44         | .944       |

外野守備
| 年 度 | 球 団 | 左翼（LF） | 左翼（LF） | 左翼（LF） | 左翼（LF） | 左翼（LF） | 左翼（LF） | 右翼（RF） | 右翼（RF） | 右翼（RF） | 右翼（RF） | 右翼（RF） | 右翼（RF） | 外野  | 外野  | 外野  | 外野  | 外野  | 外野     |
| 年 度 | 球 団 | 試 合      | 刺 殺      | 補 殺      | 失 策      | 併 殺      | 守 備 率   | 試 合      | 刺 殺      | 補 殺      | 失 策      | 併 殺      | 守 備 率   | 試 合 | 刺 殺 | 補 殺 | 失 策 | 併 殺 | 守 備 率 |
| ----- | ----- | ---------- | ---------- | ---------- | ---------- | ---------- | ---------- | ---------- | ---------- | ---------- | ---------- | ---------- | ---------- | ----- | ----- | ----- | ----- | ----- | -------- |
| 2014  | NYY   | 2          | 3          | 0          | 1          | 0          | .750       | 6          | 4          | 2          | 0          | 0          | 1.000      | -     | -     | -     | -     | -     | -        |
| 2015  | 楽天  | -          | -          | -          | -          | -          | -          | -          | -          | -          | -          | -          | -          | 22    | 34    | 1     | 0     | 0     | 1.000    |
| 2016  | 楽天  | -          | -          | -          | -          | -          | -          | -          | -          | -          | -          | -          | -          | 47    | 63    | 1     | 1     | 0     | .985     |
| 2019  | 楽天  | -          | -          | -          | -          | -          | -          | -          | -          | -          | -          | -          | -          | 1     | 0     | 0     | 0     | 0     | .---     |
| 2020  | 巨人  | -          | -          | -          | -          | -          | -          | -          | -          | -          | -          | -          | -          | 51    | 52    | 1     | 1     | 0     | .981     |
| 2021  | 巨人  | -          | -          | -          | -          | -          | -          | -          | -          | -          | -          | -          | -          | 84    | 116   | 1     | 1     | 0     | .992     |
| 2022  | 巨人  | -          | -          | -          | -          | -          | -          | -          | -          | -          | -          | -          | -          | 15    | 19    | 0     | 0     | 0     | 1.000    |
| MLB   | MLB   | 2          | 3          | 0          | 1          | 0          | .750       | 6          | 4          | 2          | 0          | 0          | 1.000      | -     | -     | -     | -     | -     | -        |
| NPB   | NPB   | -          | -          | -          | -          | -          | -          | -          | -          | -          | -          | -          | -          | 220   | 284   | 4     | 3     | 0     | .990     |

- 各年度の太字はリーグ最高

### 表彰
NPB
- ベストナイン：1回（2017年）

### 記録

#### NPB
初記録
- 初出場・初先発出場：2015年3月27日、対北海道日本ハムファイターズ1回戦（札幌ドーム）、「2番・左翼手」で先発出場
- 初打席：同上、1回表に大谷翔平から四球
- 初安打・初打点・初本塁打：同上、8回表にマイケル・クロッタから中越ソロ
- 初盗塁：2015年8月14日、対北海道日本ハムファイターズ22回戦（楽天Koboスタジアム宮城）、6回裏に二盗（投手：吉川光夫、捕手：市川友也）

節目の記録
- 100本塁打：2019年6月18日、対阪神タイガース1回戦（倉敷マスカットスタジアム）、4回表にランディ・メッセンジャーから左越2ラン ※史上293人目[70]

その他の記録
- 全球団から本塁打：2021年5月25日、対東北楽天ゴールデンイーグルス1回戦（東京ドーム）、4回裏に岸孝之から ※史上40人目
- オールスターゲーム出場：1回（2021年）

### 背番号
- 45（2014年）
- 40（2015年[3] - 2020年6月28日）
- 48（2020年6月29日[35] - 2022年）
- 110（2023年[51]、2025年[53] - ）
- 86（2024年[52]）

### 登場曲
- 「Hot In Herre」Nelly（2020年）
- 「ハクション大魔王の歌」しまざき由理（2020年 - 2021年）
- 「Ballin feat. Roddy Ricch」Mustard（2020年 - 2022年）
- 「Big Poppa」The Notorious B.I.G.（2020年）
- 「I'm Different」2 Chainz（2021年）
- 「Here Comes The Hotstepper（Heartical Mix）」Ini Kamoze（2022年）
- 「RITMO (Bad Boys For Life)」Black Eyed Peas, J Balvin（2022年）
- 「Heart Of A Champion」Nelly（2022年）
- 「No Worries feat. Detail」Lil Wayne（2022年）
- 「Suavemente」Elvis Crespo（2022年）